# Pauszówka
Pauszówka (ukr. Палашівка, Pałasziwka) – wieś na Ukrainie, w  rejonie czortkowskim obwodu tarnopolskiego, w hromadzie Białobożnica. W 2001 roku liczyła 688 mieszkańców.
Właścicielem majątku Pauszówka był w XIX wieku hrabia Mikołaj Wolański. W II Rzeczypospolitej miejscowość była siedzibą gminy wiejskiej Pauszówka w powiecie czortkowskim województwa tarnopolskiego. 
W 1944 r. nacjonaliści ukraińscy z OUN-UPA zamordowali tutaj 5 Polaków.
W 1959 roku zmieniono nazwę wsi w języku ukraińskim. Dotychczasową Pausziwkę przemianowano na Pałasziwkę.
W Pauszówce urodził się Kazimierz Łukasiewicz (1894–1939), major taborów Wojska Polskiego.